# 모리스 림스

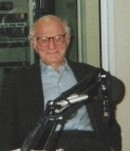
모리스 림스

모리스 림스(프랑스어: Maurice Rheims, 1910년 1월 4일 ~ 2003년 3월 6일)는 베르사유에서 태어난 프랑스 미술 경매인, 미술사가, 소설가였다. 그는 화가 파블로 피카소의 유산을 관리했다. 그는 사진가 베티나 림스의 아버지이다.